# Batalla de Biberach (1800)
La batalla de Biberach (1800), ocurrida el 9 de mayo de 1800, vio a un cuerpo de la Primera República Francesa bajo Laurent Gouvion Saint-Cyr enfrentarse a parte de un ejército austriaco de los Habsburgo dirigido por Paul Kray. Después de un enfrentamiento en el que los austriacos sufrieron el doble de bajas que los franceses, Kray se retiró hacia el este. El combate ocurrió durante la Guerra de la Segunda Coalición, parte de las Guerras Revolucionarias Francesas. Biberach an der Riß se encuentra a 35 kilómetros (22 millas) al suroeste de Ulm.
A finales de abril de 1800, un ejército francés bajo el mando de Jean Victor Marie Moreau cruzó el río Rin cerca de Basilea. En Stockach y Engen el 3 de mayo, Moreau capturó la base de suministros de Kray y lo obligó a retirarse. Dos días después, Kray se enfrentó a sus perseguidores en la batalla de Messkirch, pero fue derrotado de nuevo. El día 9, el cuerpo de Gouvion Saint-Cyr alcanzó a una parte del ejército de Kray y los dos bandos lucharon de nuevo.

## Antecedentes

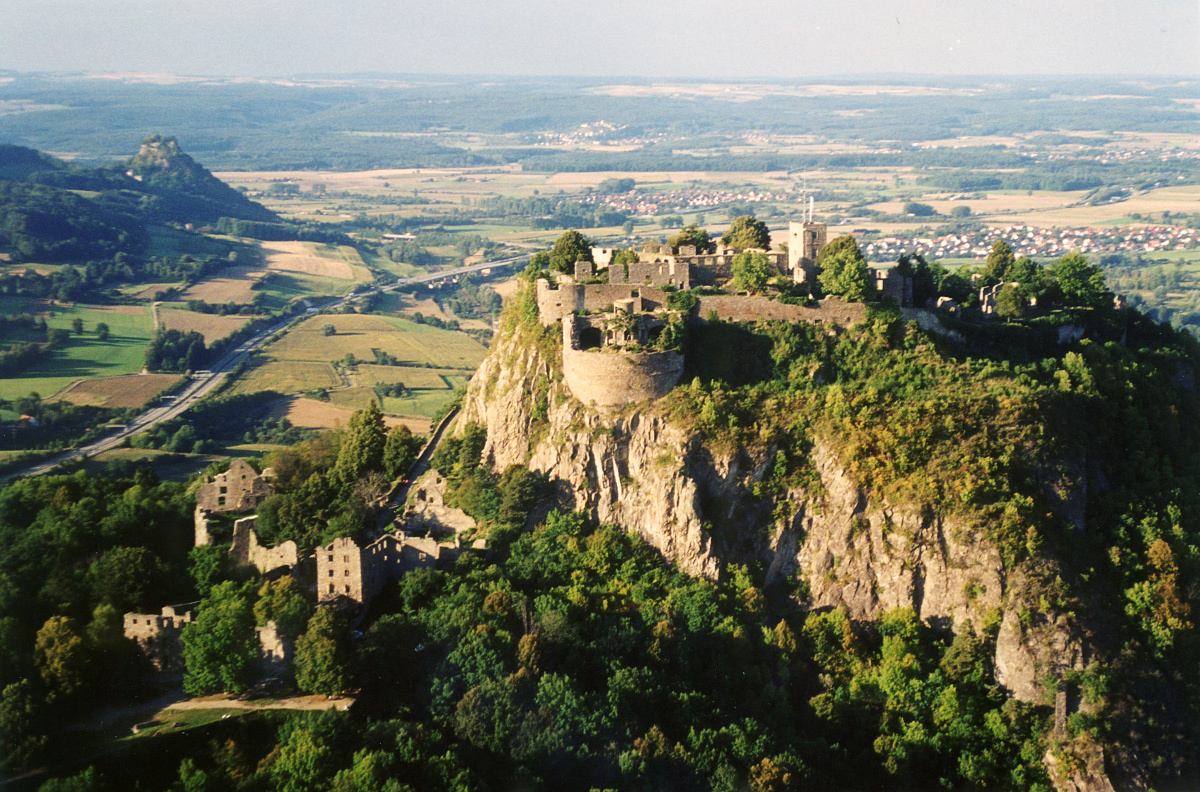
Las batallas de Stockach y Engen en mayo de 1800, seguidas de una batalla más grande en Messkirch, siguieron a la capitulación de Hohentwiel ante los franceses.

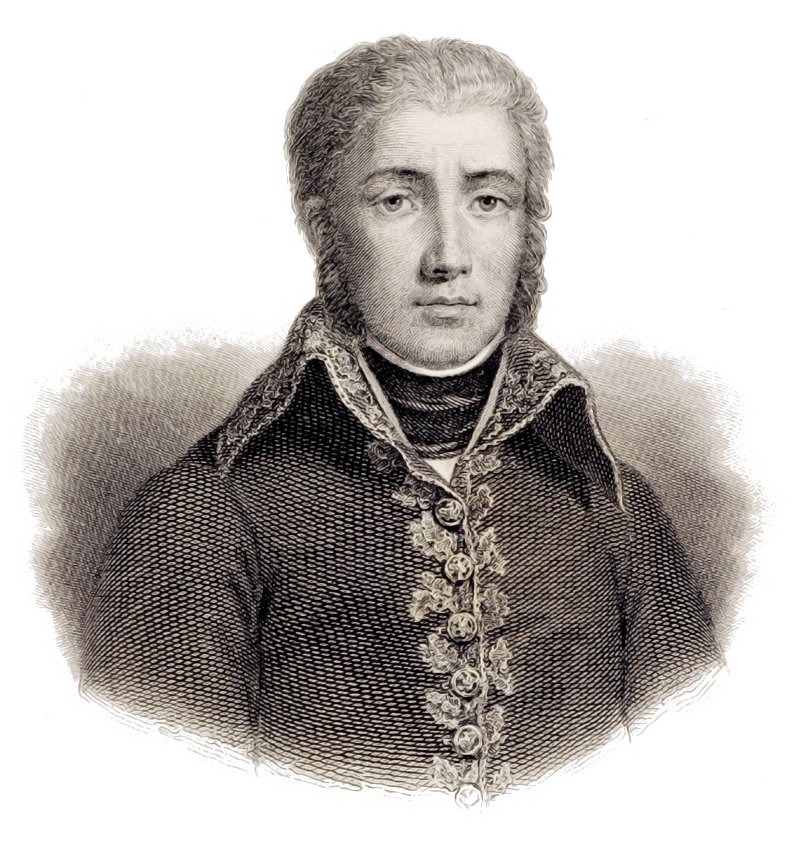
Jean Victor Moreau comandó el ejército francés del Rin.

Aunque las fuerzas de la Primera Coalición lograron varias victorias iniciales, los esfuerzos de Napoleón Bonaparte en el norte de Italia hicieron retroceder a las fuerzas austriacas y dieron como resultado la negociación de la Paz de Leoben (17 de abril de 1797) y el posterior Tratado de Campo Formio (octubre de 1797). Este tratado resultó difícil de administrar. Austria tardó en renunciar a algunos de los territorios venecianos. Un Congreso convocado en Rastatt con el propósito de decidir qué estados del suroeste de Alemania serían mediatizados para compensar a las casas dinásticas por las pérdidas territoriales, pero no pudo hacer ningún progreso. Apoyados por las fuerzas republicanas francesas, los insurgentes suizos organizaron varios levantamientos, causando finalmente el derrocamiento de la Confederación Suiza después de 18 meses de guerra civil. A principios de 1799, el Directorio francés se había impacientado con las tácticas de estancamiento empleadas por Austria. El levantamiento en Nápoles levantó más alarmas, y las recientes ganancias en Suiza sugirieron que el momento era fortuito para aventurarse en otra campaña en el norte de Italia y el suroeste de Alemania.
A principios de 1800, los ejércitos de Francia y Austria se enfrentaron a través del Rin. Pál Kray dirigió aproximadamente 120 000 soldados. Además de sus regulares austriacos, su fuerza incluía 12 000 hombres del Electorado de Baviera, 6000 soldados del Ducado de Wurtemberg, 5000 soldados de baja calidad del Arzobispado de Maguncia y 7000 milicianos del Condado de Tirol. De estos, 25 000 hombres fueron desplegados al este del lago de Constanza (Bodensee) para proteger el Vorarlberg. Kray colocó su cuerpo principal de 95 000 soldados en el ángulo en forma de L donde el Rin cambia de dirección de un flujo hacia el oeste a lo largo de la frontera norte de Suiza a un flujo hacia el norte a lo largo de la frontera oriental de Francia. Imprudentemente, Kray estableció su revista principal en Stockach, cerca del extremo noroeste del lago de Constanza, a solo un día de marcha de la Suiza controlada por los franceses.

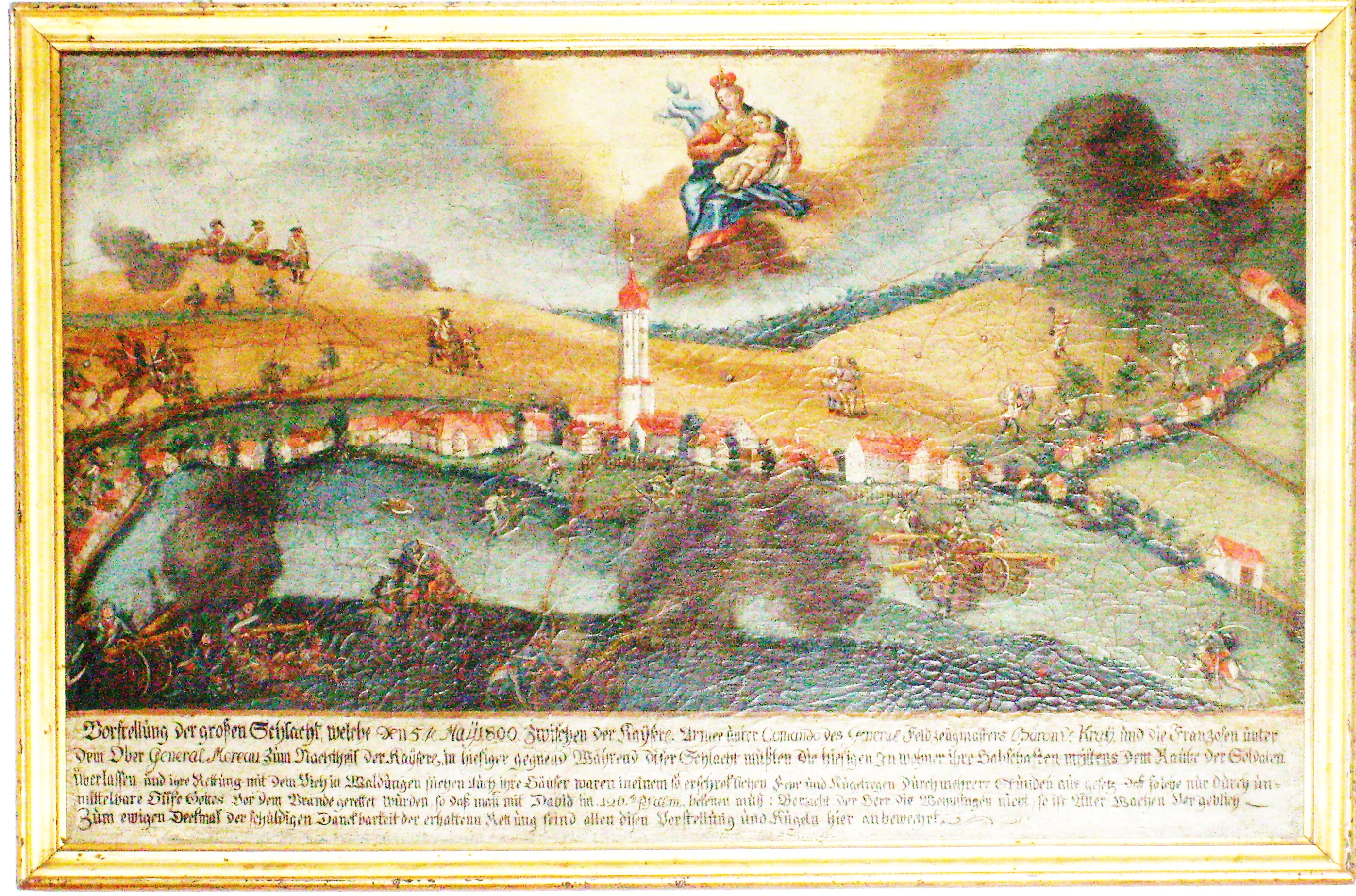
La batalla de Messkirch fue ganada desde lo más alto

Jean Victor Marie Moreau comandó un ejército modestamente equipado de 137 000 soldados franceses. De estos, 108 000 soldados estaban disponibles para operaciones de campo, mientras que los otros 29 000 vigilaban la frontera suiza y mantenían las fortalezas del Rin. El primer cónsul Napoleón Bonaparte ofreció un plan de operaciones basado en flanquear a los austriacos por un empuje de Suiza, pero Moreau se negó a seguirlo. Más bien, Moreau planeó cruzar el Rin cerca de Basilea, donde el río giraba hacia el norte. Una columna francesa distraería a Kray de las verdaderas intenciones de Moreau cruzando el Rin desde el oeste. Bonaparte quería que el cuerpo de Claude Lecourbe fuera enviado a Italia después de las batallas iniciales en la llanura del Danubio, pero Moreau tenía otros planes. A través de una serie de maniobras complicadas en las que flanqueó, flanqueó dos veces y volvió a atacar al ejército de Kray, el ejército de Moreau yacía en la ladera oriental de la Selva Negra, mientras que partes del ejército de Kray todavía protegían los pasos del otro lado. Las batallas de Engen y Stockach se libraron el 3 de mayo de 1800 entre el ejército de la Primera República Francesa bajo Jean Victor Marie Moreau y el ejército de Austria de Habsburgo dirigido por Pál Kray. La lucha cerca de Engen resultó en un punto muerto con grandes pérdidas en ambos lados. Sin embargo, mientras los dos ejércitos principales estaban comprometidos en Engen, Claude Lecourbe capturó Stockach de sus defensores austriacos bajo el mando de José, príncipe de Lorena-Vaudemont. La pérdida de esta base de suministro principal en Stockach obligó a Kray a retirarse a Messkirch, donde disfrutaron de una posición defensiva más favorable. Sin embargo, también significó que cualquier retirada de Kray a Austria a través de Suiza y voralberg fue cortada.
Los días 4 y 5 de mayo, los franceses lanzaron repetidos e infructuosos asaltos contra Messkirch. En la cercana Sauldorf, donde los austriacos también tenían la superioridad de posición y fuerza, la 1° Demi-brigada tomó el pueblo y las alturas a su alrededor, lo que les dio un aspecto dominante sobre Messkirch. Posteriormente, Kray retiró sus fuerzas a Sigmaringa, seguido de cerca por los franceses.

## Fuerzas

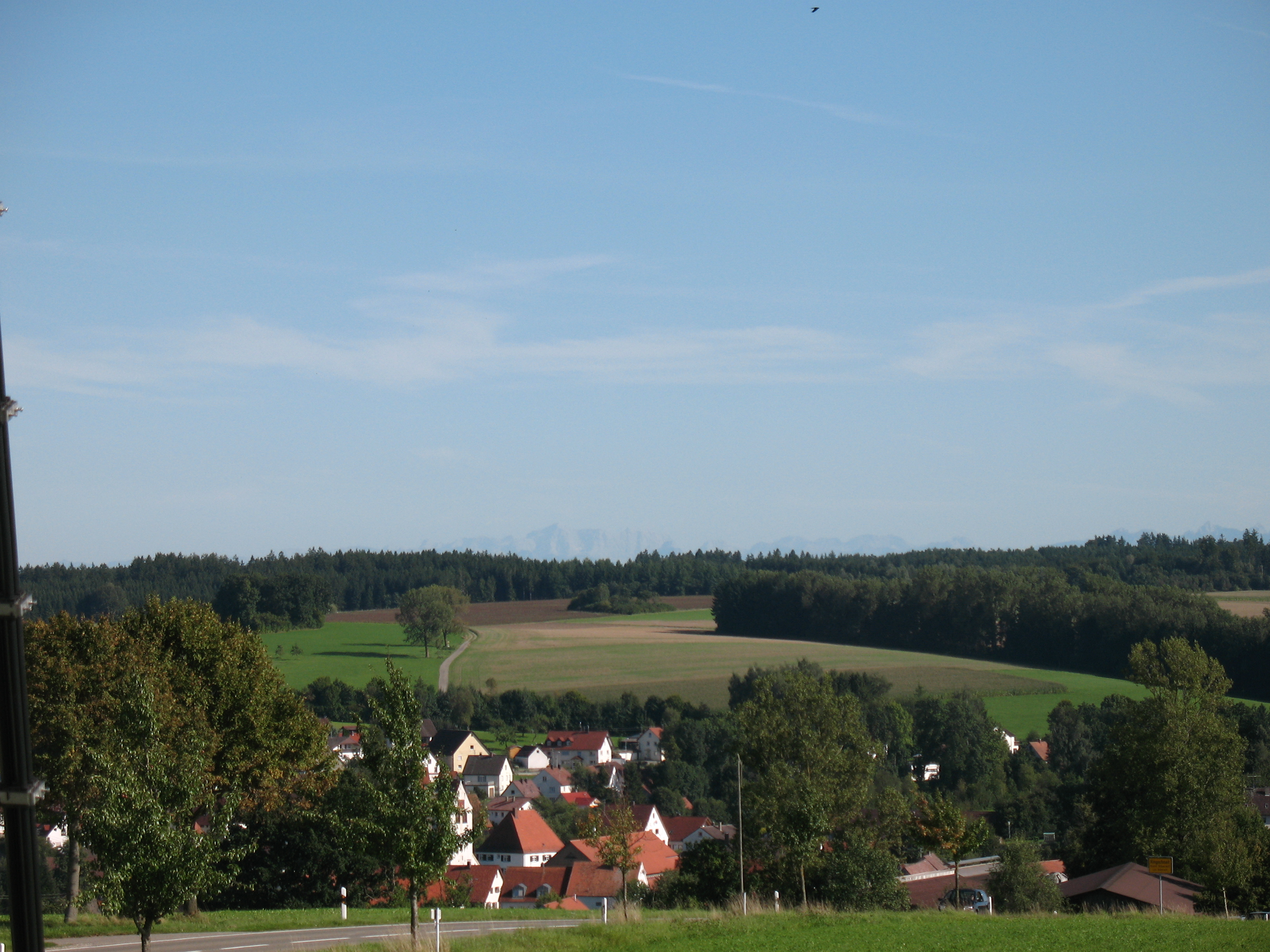
Los campos fuera de Biberach an der Ris, donde tuvo lugar gran parte de los combates. Al fondo se encuentra el Zugspitze, la montaña más alta de Alemania, que se encuentra en la frontera con Austria y Baviera.

A principios de marzo, Bonaparte ordenó a Moreau formar su ejército en varios cuerpos de ejército de armas. Para el 20 de marzo de 1800, Moreau organizó cuatro cuerpos, con el último sirviendo como reserva del ejército. El Ala Derecha fue dirigida por Lecourbe e incluyó cuatro divisiones. Estas unidades eran el General de División Dominique Vandamme con 9632 infantería y 540 caballería, el General de División Joseph Hélie Désiré Perruquet de Montrichard con 6998 infantería, el General de División Jean Thomas Guillaume Lorge con 8238 infantería y 464 caballería, y el General de División Étienne Marie Antoine Champion de Nansouty con 1500 granaderos y 1280 caballería.
El Centro fue dirigido por el General de División Laurent Gouvion Saint-Cyr y comprendía cuatro divisiones. Estos fueron el General de División Michel con 7270 infantería y 569 caballería, el General de División Louis Baraguey d'Hilliers con 8340 infantería y 542 caballería, el General de División Jean Victor Tharreau con 8326 infantería y 611 caballería, y el general de brigada Nicolas Ernault des Bruslys con 2474 infantería ligera y 1616 caballería.
El Ala Izquierda estaba comandada por el General de División Gilles Joseph Martin Brunteau Saint-Suzanne e incluía cuatro divisiones. Estas unidades eran el General de División Claude-Sylvestre Colaud con 2740 infantería y 981 caballería, el General de División Joseph Souham con 4687 infantería y 1394 caballería, el General de División Claude Juste Alexandre Legrand con 5286 infantería y 1094 caballería, y el General de División Henri François Delaborde con 2573 infantería y 286 caballería.
Moreau dirigió personalmente la Reserva, que estaba compuesta por tres divisiones de infantería y una de caballería. Estos fueron los 8635 de infantería y 1031 de caballería del General de División Antoine Guillaume Delmas de la Coste, los 6.848 de infantería y 1.187 de caballería del General de División Antoine Richepanse, los 6035 de infantería y 963 de caballería del General de División Charles Leclerc, y los 1504 de caballería pesada del General de División Jean Joseph Ange d'Hautpoul.
Había tropas adicionales bajo el liderazgo general de Moreau. Estos incluían al General de División Louis-Antoine-Choin de Montchoisy con 7715 infantes y 519 de caballería, separados para mantener Suiza. Las fortalezas en Alsacia y a lo largo del Rin fueron defendidas por fuerzas bajo los generales de división François Xavier Jacob Freytag, 2935 infantes; Joseph Gilot, 750 caballería; Alexandre Paul Guerin de Joyeuse de Chateauneuf-Randon, 3430 de infantería y 485 de caballería; Antoine Laroche Dubouscat, 3001 de infantería y 91 de caballería; y Jean François Leval, 5640 de infantería y 426 de caballería.